# Margaret Clap
Margaret Clap (más conocida como Mother Clap, fallecida hacia 1726) fue una mujer que regentaba un burdel para homosexuales en Londres a principios del siglo XVIII.
Durante la época en que la homosexualidad era ilegal en Inglaterra, era castigada con la pena de muerte. A pesar de este hecho, en particular en las ciudades grandes, existía actividad privada de homosexuales. Como servicio a estas actividades existían principalmente en las ciudades burdeles donde hombres (de todas las clases sociales) podían encontrar compañeros homosexuales. Estos lugares eran llamados molly houses y el más famoso era regentado por Mother Clap en el área de Holborn, en Londres, concretamente en Field Lane (en dirección norte hacia Farringdon). Fue destruida más tarde en la construcción del viaducto de Holborn.
Tras un chivatazo a la policía local, se realizó una redada en 1726 del burdel de Mother Clap y ella fue condenada al cepo. El sentimiento público contra la sodomía era muy fuerte y Clap fue atacada físicamente por ciudadanos furiosos durante su condena. Se especula que poco después de su liberación murió de las heridas que sufrió, aunque no existen documentos históricos que lo demuestren. Algunos de los hombres detenidos durante la redada fueron ejecutados por la horca en Tyburn el 9 de mayo de 1726.
Algunos consideran que el nombre the clap (un término del argot para la gonorrea) es un epónimo de Mother Clap, posiblemente porque las enfermedades de transmisión sexual eran muy comunes entre la comunidad clandestina homosexual en el siglo XVIII. Sin embargo, el término the clap podría ser de 1587 (una etimología posible sería de la palabra del antiguo francés "clapier", que significaba «burdel»).